# Dr. Dolittle 4: Perro presidencial
Dr. Dolittle 4: Perro presidencial (Dr. Dolittle: Tail To The Chief en inglés) es una película estadounidense del año 2008 del género comedia. Entre su reparto se halla Kyla Pratt interpretando a la protagonista. Al igual que su película predecesora, Dr. Dolittle 3, fue puesta a la venta en DVD el 26 de febrero de 2008.

## Argumento
Maya Dolittle (Kyla Pratt) es una niña que, al igual que su padre y su hermana, puede hablar con los animales. El sueño de Maya de estudiar veterinaria se verá frustrado cuando no pasa su entrevista en la Universidad de San Francisco y es puesta en la lista de espera, solo por tratarse de la hija del Dr. Dolittle. Maya tendrá que buscar la forma de impresionar al comité de admisión de la universidad en menos de 3 semanas para que la acepten dentro del programa y pronto se le presenta la oportunidad perfecta. Parece que el Presidente de los Estados Unidos tiene problemas con el Primer Perro de la nación, la mascota del presidente, y el dignatario necesita urgentemente la ayuda de Dr. Dolitte, lastimosamente éste está de viaje en la Antártida ayudando a unas ballenas y Maya tomará el lugar de su padre en esta importante misión. Ahora, Maya y Lucky tienen la responsabilidad de impedir que una catástrofe canina se convierta en una crisis nacional de grandes proporciones.

## Principales personajes
- Kyla Pratt como Maya Dolittle.
- Peter Coyote como el Presidente.
- Jennifer Coolidge como Daisy (voz).
- Niall Matter como Cole Fletcher Niall.